# Redemptoristenkolleg Innsbruck

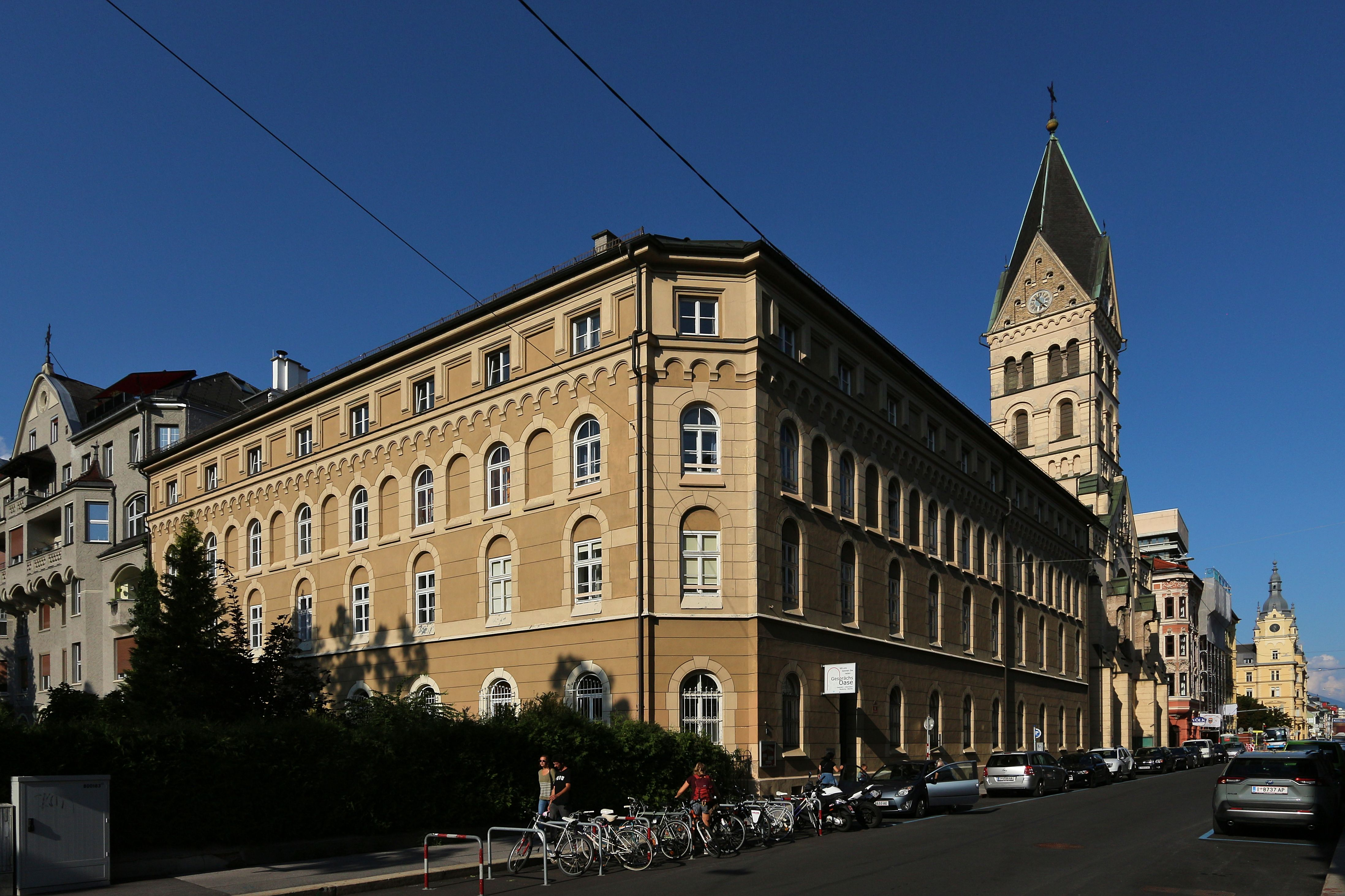
Redemptoristenkolleg mit Herz-Jesu-Kirche von Westen

Das Redemptoristenkolleg war ein Kloster der Redemptoristen in der Innsbrucker Innenstadt. Das Gebäude steht unter Denkmalschutz. Klosterkirche ist die angrenzende Herz-Jesu-Kirche.

## Geschichte
Am 22. September 1827 kamen die ersten Redemptoristen aus Wien nach Innsbruck und übernahmen die Seelsorge an der Spitalskirche. Sie wohnten anfangs im Palais Sarnthein am Ende der Maria-Theresien-Straße und zogen 1831 in das Tschurtschenthaler- oder Attlmayr'sche Haus am Innrain. Ab 1834 betreuten sie auch die Lokalkaplanei an der Johanneskirche. 1839 feierten die Innsbrucker Redemptoristen die Heiligsprechung ihres Gründers Alphons von Liguori mit einem achttägigen Fest mit Prozessionen, Predigten und Andachten. 1848 wurde die Kongregation aufgehoben, 1853 von Kaiser Franz Joseph I. wieder eingesetzt.
1895 wurde ein Bauverein für ein neues Kloster in der Nähe des neuen Krankenhauses gegründet. Schon am 2. November 1895 konnte die Firstfeier begangen werden. Im Mai 1896 erfolgte die Grundsteinlegung für die Kirche, die 1898 geweiht wurde. Im Ersten Weltkrieg diente ein Teil des Klosters als Spital und Rekonvaleszentenheim für Soldaten. Unter der nationalsozialistischen Herrschaft wurden die Patres 1941 vertrieben, das Kloster beschlagnahmt und als Heim für Krankenschwestern genutzt. 1945 erhielten die Redemptoristen das schwer beschädigte Gebäude zurück und stellten es in den folgenden Jahren wieder her. Seit 1960 befindet sich im Kloster ein Konvikt, seit 1968 wohnen darin Theologen der österreichischen Redemptoristenprovinz, die an der Universität Innsbruck studieren.
2018 entschieden die Redemptoristen aufgrund der rückgängigen Mitgliederzahl, sich aus Innsbruck zurückzuziehen. Die Herz-Jesu-Kirche wird an die serbisch-orthodoxe Gemeinde übergeben, der Großteil der Räume des Klosters wird vom steirischen Stift Admont übernommen, der restliche Anteil wird von den Redemptoristern behalten und für die Unterbringung von Studenten verwendet.

## Gebäude

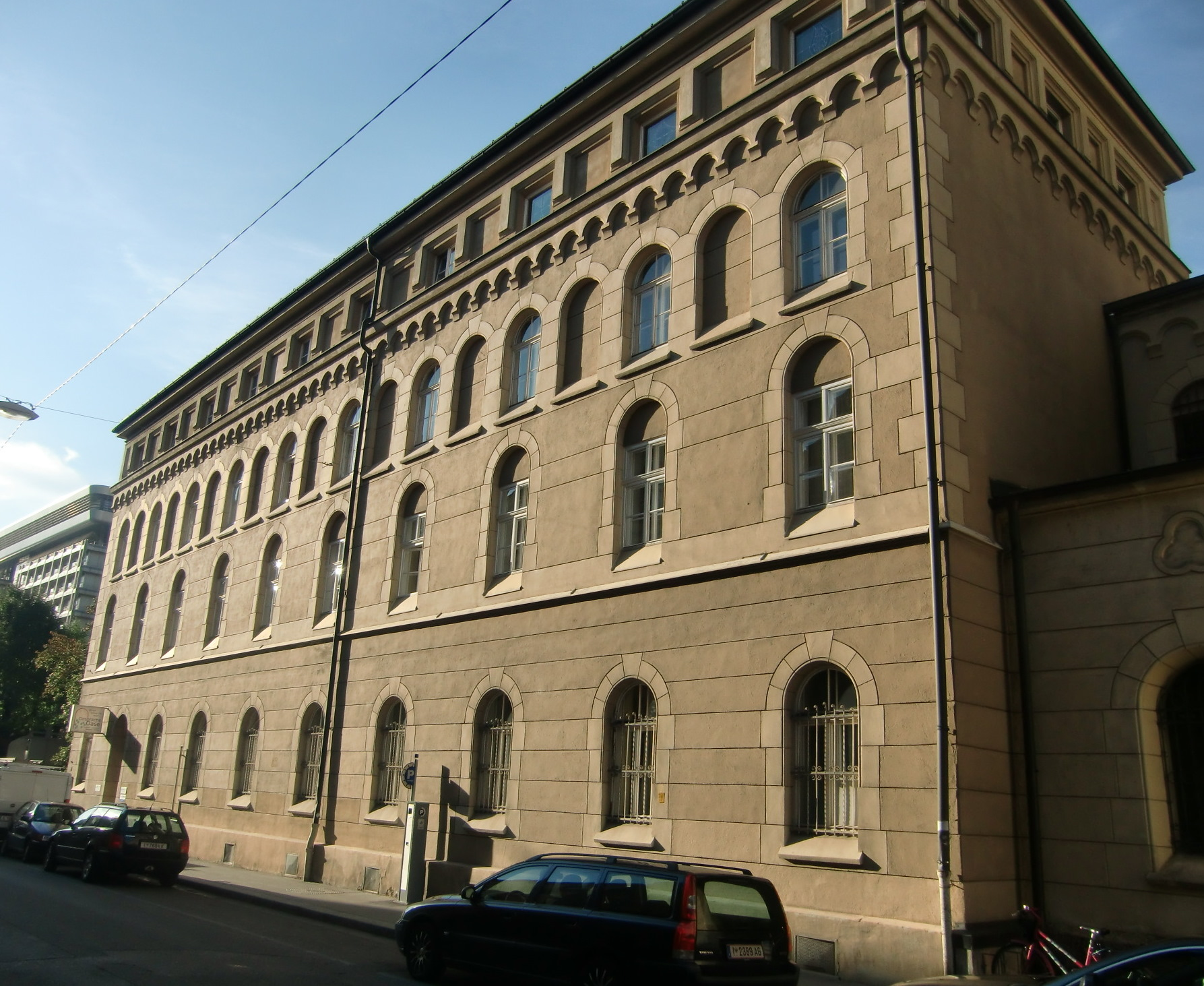
Fassade zur Maximilianstraße (2011)

Der von 1895 bis 1898 nach Plänen von Peter Huter unter der Bauleitung von Alfons und Franz Mayr erbaute neuromanische Klosterbau schließt westlich an die Herz-Jesu-Kirche an. Das zweiflügelige Eckgebäude mit abgeflachter Ecke umschließt zusammen mit der Kirche einen Innenhof. Die Fassade ist durch Gesimse und Blendbögen gegliedert, die Rundbogenfenster und -türen sind durch Quadereinfassungen in hellerem Farbton betont. Im 1985 aufgestockten dritten Obergeschoß befindet sich die neu errichtete Hauskapelle.